# Michel Louis
Johann Michel Louis (Thommen, 26 april 1922 - 1 december 1990) was een Belgisch senator.

## Levensloop
Louis vestigde zich als dierenarts in Sankt Vith. Hij werd er in 1964 gemeenteraadslid en schepen.
In 1968 werd hij verkozen tot liberaal provinciaal senator voor de provincie Luik en vervulde dit mandaat tot in 1971. Tevens zetelde hij van 1973 tot 1977 namens de PDB in het Parlement van de Duitstalige Gemeenschap.